# رنه فن در کویل
رنه فن در کویل (به انگلیسی: René van der Kuil) (زادهٔ ۳ ژوئن ۱۹۵۶) شناگر اهل هلند است.